# Вез
Вез је врста домаће радиности. На платну везиља концем за везење помоћу игле извезе одређени мотив по унапред припремљеном нацрту и овакав вез се назива гоблен. Под везом се подразумева начин украшавања текстилне или кожне подлоге провлачењем најчешће текстилне или металне, кожне нити помоћу игле. Тако добијени мотиви представљали су врло важан украс на одећи и текстилном покућству у традиционалној култури Србије.

## Порекло
Историја веза сеже чак до Антике, још су стари Асирци, Египћани, Римљани и Грци своју одећу украшавали везом Вез је био јако цењен и у Византији  и везивао се за више слојеве друштва. То се сматрало уметношћу којом су се професионално бавиле везиље и мајстори у оквиру цркве или на дворовима. У Византији су вез свилом и златном и сребрном жицом доведени до високог нивоа и углавном повезивани са имућнијим становништвом и свештенством.
Што се Србије тиче, постоји веровање етнолога, да су Срби знали за вез и пре него што су се доселили на Балкан. У средњем веку посебно се неговала вештина овог ручног рада и црквена одела за богослужење су украшавана везом. И на српским дворовима, вез је био део свакодневног ритуала међу дворским дамама. У нашем народу вез је био врло важан и чест начин украшавања одеће и текстилних предмета који су се користили у домаћинству. Он је био саставни део образовања угледног женског света у средњем веку. Материјали које су тада везиље користиле исти су као и на византијским дворовима и манастирима, а то су били: свилена тканина, свилени конац и сребрна или позлаћена жица. Теме за вез узимане су из иконографије. Осим црквеног веза и веза на дворовима, у српском народу рађен је и негован народни вез.

## Вез данас
Данас се жене појединачно баве везом и то најчешће из хобија. Постоје и различита удружења и организације које се баве овим занатом у циљу представљања и очувања истог, као и неговања народне традиције. Иако врло мали број људи и даље везе и интересовање за вез драстично опада он опстаје у новом, модерном руху. Интересовање модне индустрије за традиционалне мотиве и вез расте, тако многе познате модне куће у своје креације укључују елементе из народних ношњи .
У историји Србије најпознатији вез је онај монахиње Јефимије, Похвала кнезу Лазару, извезен је позлаћеном жицом на црвеном атласу, као покров за ковчег са моштима светог кнеза Лазара, намењен манастиру Раваници, формата 67 x 49 cm. У Трстенику се од 1971. године одржава манифестација Јефимијини дани и у оквиру ње се додељује награда Јефимијин вез за најбоље песничко остварење између две манифестације.

## Галерија
- Домаћица (вез)
- Вез у раму из XX века, ручни рад. Део је збирке текстила Народног музеја у Лесковцу.
- Мотив веза са женских црних рукавица народне ношње Крушевац
- Мотив веза са вунених чарапа, Музеј Семберије у Бијељини